# Montreal Jubilation Gospel Choir
Der Montreal Jubilation Gospel Choir ist ein kanadischer Gospelchor. Er wurde 1982 in Montreal (Québec) gegründet und trat bereits mehrfach in Europa auf, darunter im Jahr 1992 auch in Berlin.

## Geschichte
Im Jahr 1974 hatte Trevor W. Payne in Montreal den Montreal Black Community Youth Choir gegründet. Zum 75-jährigen Bestehen der Union United Church in Montreal trat dieser Chor gemeinsam mit dem Gospelchor der Kirchengemeinde und Solisten wie Oliver Jones auf. Der Auftritt war als einmalige Aktion von Daisy Peterson Sweeney, der Schwester von Oscar Peterson, und Reverend Frank Gabourel von der Union United Church angeregt worden. Der gemeinsame Chor gab sich damals den neuen Namen Montreal Jubilation Gospel Choir.
Der Montreal Jubilation Gospel Choir blieb aufgrund des Erfolges bei diesem Auftritt weiter bestehen und tourte neben Auftritten in Montreal auch durch Kanada und die Vereinigten Staaten. Mehrfach führten Tourneen den Chor nach Europa, wo der Chor auch mit Klaus König zusammenarbeitete. Das Repertoire umfasst über traditionelle und zeitgenössische Gospelmusik hinaus auch den Gregorianischen Choral, afrikanische Musik, modernen Jazz und Oratorien von Johann Sebastian Bach. Jährliche Auftritte des Chores finden in seiner Heimatstadt Montreal statt.
Gemeinsame Auftritte erfolgten unter anderem mit Céline Dion, Oliver Jones, Martine St. Clair, den New Kids on the Block, Foreigner, Salome Bey, Sylvie Desgroseilliers und Ray Charles. Der Chor trat bei verschiedenen Festivals, darunter dem Montreal International Jazz Festival, dem JazzFest Berlin und dem Stratford Festival of Canada auf. Außerdem sang der Chor bei Staatsbesuchen in Kanada vor Nelson Mandela und Königin Elisabeth II.
Dreißig Jahre nach der Gründung fand im Februar 2013 ein Jubiläumskonzert in der Oscar Peterson Concert Hall der Concordia University statt.

## Auszeichnungen
- 1987 Outstanding Recording Artist (Association of Gospel Music Ministries' Golden Note Award)
- 1989 Best Choral Ensemble (Association of Gospel Music Ministries' Golden Note Award)
- 1989 Best Gospel Album (Association of Gospel Music Ministries' Golden Note Award)
- 1990 Jubilation II nominiert für den Juno Award als Best Roots and Traditional Album
- 1991 Jubilation III – Glory Train nominiert für den Juno Award als Best Roots and Traditional Album
- 1995 Jubilation V – Joy To The World ausgezeichnet mit dem Juno Award als Best Blues/Gospel Album
- 2003 Jubilation VIII – A Cappella Plus nominiert für den Juno Award als Contemporary Christian/Gospel Album Of The Year

## Diskografie
Montreal Black Community Youth Choir
- The Montreal Black Community Youth Choir (RCI 424)
- Goin' Up Yonder (Presqu'ile PE 13501)

Montreal Jubilation Gospel Choir
- Highway to Heaven (Justin Time Records JUST 10-2, 1986)
- Jubilation II (JUST 21-2, 1988)
- Jubilation III – Glory Train (JUST 35, 1990)
- Jubilation IV – A Cappella (JUST 46-2, 1992)
- Klaus König Song of Songs (Enja Records ENJ-7057 2, 1993, mit Jay Clayton & Phil Minton)
- Jubilation V – Joy to the World (JUST 54-2, 1994)
- Jubilation VI – Looking Back (JUST 66/67-2, 1995)
- Jubilation VII – Hamba Ekhaya – Goin' Home (JUST 96-2, 1997)
- Jubilation VIII – A Cappella Plus (JUST 167-2, 2001)
- Jubilation IX – Goin' Up Yonder (JUST-183-2, 2002)
- Jubilation X – I’ll Take You There (JUST-215-2, 2005)
- Jubilation XI – Looking Back, Vol. 2 (JTP 7502-2, 2008)
- Oliver Jones, Ranee Lee, Montreal Jubilation Gospel Choir A Celebration in Time (Justin Time Records 2010)